# Ožepek
Ožepek, tudi ožep, (znanstveno ime Hyssopus) je rod približno 10–12 vrst zelnatih ali delno olesenelih rastlin iz družine ustnatic (Lamiaceae), ki izvira iz področja od vzhodnega Sredozemlja do osrednje Azije. Divje raste po suhih skalnatih in gruščnatih krajih. Rod je aromatičen, z dvignjenim razvejanim steblom, dolgim do 60 cm in na vršičkih pokritim s finimi dlačicami. Listi so ozki in podolgovati, dolgi od 2–5 cm. Majhni modri cvetovi cvetijo na zgornjih vejah v poletnem času. Najbolj poznana vrsta je zel navadni ožepek (H. officinalis), ki ga gojijo izven svojega izvirnega področja – Sredozemlja.
Latinsko ime za ožepek ostaja skoraj nespremenjeno od grškega ύσσωπος (hyssopos) in hebrejskega  אזוב (ezov). Knjiga Exodus opisuje, da je bila kri žrtev nanešena na podboje vrat z ožepkom na judovski praznik pasha. Njegove očiščujoče lastnosti so opisane tudi v Knjigi psalmov. V Novi zavezi gobico, namočeno v kislem vinu in nataknjeno na vejico ožepa ponudijo Jezusu iz Nazareta tik preden umre na križu. Ta dogodek omenjata Matej in Marko, vendar rastlino imenujeta s splošnim imenom καλαμος (kalamos), kar pomeni trs.
Pozorni moramo biti na to, da je janežev ožepek (Agastache foeniculum) iz severno-osrednje in severne Amerike popolnoma drugačna rastlina in ni bližnji sorodnik, četudi sta oba iz družine Lamiaceae.

## Vrste
- Hyssopus ambiguus (Trautv.) Iljin
- Hyssopus cretaceus Dubjan.
- Hyssopus cuspidatus Boriss.
- Hyssopus ferganensis Boriss.
- Hyssopus latilabiatus C.Y.Wu & H.W.Li
- Hyssopus lophanthoides Buch.-Ham. ex D.Don
- Hyssopus macranthus Boriss.
- Hyssopus ocymifolius Lam.
- Hyssopus officinalis L. (navadni ožepek)
- Hyssopus seravschanicus (Dub.) Pazij
- Hyssopus tianschanicus Boriss.

## Gojenje
Semena sejemo spomladi, sadike pa sadimo v razmiku 40–50 cm. Ožep se lahko razmnožuje tudi vegetativno z deljenjem korenin spomladi in jeseni. Ožep za rast potrebuje močno sonce in dobro prepustno prst, dobro mu dene občasno obrezovanje. Ker ima kratko življenje, je treba rastline vsakih nekaj let nadomestiti z novimi. Idealen je za nizke žive meje ali omejevanje gredic znotraj zeliščnega vrta.
Ožep ima svojo uporabo tudi znotraj vrta in je uporabna spremljevalna rastlina za zelje, saj odganja metulje kapusove beline. Ugotovili so, da izboljša pridelek vinski trti, če ga posadimo ob vrstah, še posebej, če je teren, na katerem raste trta, peščen ali skalnat in je zemljo težje obdelovati. Ožepek ne deluje dobro na rast redkvic, zato ju ne sadijo skupaj. Privlači čebele, muhe trepetavke in metulje, zato ima mesto tudi v divjem vrtu. Uporaben je tudi za omejevanje škodljivcev in za spodbujanje oprašitev brez uporabe nenaravnih metod.
Ličinke nekaterih vrst metuljev, vključno z zelnato sovko, se z ožepom hranijo.

## Shranjevanje
Listi ožepa se lahko ohranijo s sušenjem. Nabirajo se naj na suh dan, na vrhuncu njihove rasti, ko je koncentracija aktivnih snovi najvišja. Sušenje naj bo hitro, na ne premočni svetlobi, da se ohrani vsebnost njegovih aromatičnih sestavin ter prepreči oksidacija drugih sestavin. Za sušenje je potrebno dobro kroženje zraka ter temperatura 20–32 °C, npr. sušilna omara z odprtimi vrati ali sončna soba. Listi ožepa so suhi v približno šestih dneh, ob daljšem sušenju se bodo počasi razbarvali in izgubili svoj okus. Posušeni lističi se spravijo v čiste, suhe posode, ki dobro tesnijo; tako spravljeni bodo ostali uporabni 12–18 mesecev.

## Uporaba
Ožep je sestavina kolonjskih vod in likerja Chartreuse. Uporablja se tudi za barvanje alkoholne pijače absint, skupaj z meliso in romanskim pelinom. V zdravilnih pripravkih se uporablja v kombinaciji z drugimi zelišči, kot npr. sladkim korenom, predvsem za zdravljenje pljučnih bolezni. Njegove glavne učinkovine so eterična olja, čreslovine, flavonoidi, grenčine in urzolna kislina. Ožep deluje protibakterijsko, proti pokanju kapilar, protivnetno itd. Pomaga pri približno 81 različnih bolezenskih stanjih, vključno z rakom, bronhitisom, pri nespečnosti, edemih, prehladih itd. Zaužit v obliki izvlečka ali čaja olajša izkašljevanje sluzi iz dihalnih poti in s tem olajša dihanje, prav tako pa uravnava krvni pritisk in pomaga pri izločanju plinov. Pomaga tudi pri težavah s krvnim obtokom, epilepsiji, vročini, protinu in težavah s telesno težo. Vroči obkladki iz svežega ožepa pomagajo pri celjenju ran. Uporaba med nosečnostjo se odsvetuje.

### Uporaba v ritualne namene
Ožep je v hebrejski veri sveta rastlina, ki se v Hebrejski bibliji večkrat pojavi kot ezov. V Exodusu 12:22 dobijo Judje v Egiptu navodilo: 'Vzemite šop hizopa in ga pomočite v kri v skledi in z njo pomažite naddurje in podboja! Nobeden izmed vas naj do jutra ne hodi ven skozi vrata svoje hiše.' Svečeniki Salomonovega templja (Leviticus 14:4-7, 14:49-52, 19:6, 18) so ga uporabljali v očiščevalnih ritualih različnih vrst. Ožep pogosto uporabljajo v katoliškem ritualu, pri katerem duhovnik vejico ožepa pomoči v blagoslovljeno vodo in s tem pokropi kongregacijo, da jo blagoslovi. Novejše raziskave kažejo, da rastlina, ki se omenja v Bibliji, ni enaka kot ožep, ki ga poznamo danes, ampak je eno od mnogih drugih zelišč.
V Talmudu ožep imenujejo אברתא in velja kot zdravilo za prebavo.

### Uporaba v kulinariki
Ožep da rahlo grenak okus. Dodajamo ga kot začimbo juham, solatam ali mesnim jedem. Uporabljamo ga v zmernih količinah, saj je njegov okus zelo močan.